# Daniela Haralambie
Daniela „Dana“ Vasilica Haralambie (* 14. August 1997 in Brașov) ist eine rumänische Skispringerin.

## Werdegang
Ihren ersten internationalen Auftritt hatte Haralambie im Alter von nur elf Jahren bei der Kindervierschanzentournee in Österreich 2008. Dabei konnte sie in Bischofshofen gewinnen und erreichte nach zwei weiteren Podestplatzierungen am Ende den zweiten Platz in der Tournee hinter der Österreicherin Chiara Hölzl. Am 14. August 2010, ihrem 13. Geburtstag gab sie ihr Debüt im Rahmen des Skisprung-Continental-Cups. Trotz ihrer späteren Disqualifikation war sie damit die erste rumänische Skispringerin in diesem Wettbewerb. Im September 2010 gewann sie im schwedischen Falun ihre ersten Continental-Cup-Punkte als 26. und letzte sowie im zweiten Springen als 22. Bei den Nordischen Junioren-Skiweltmeisterschaften 2011 im estnischen Otepää erreichte sie im Einzelspringen Platz 44. Kurz darauf gewann sie die Rumänischen Meisterschaften erstmals. Während der Saison 2010/11 war sie bereits erfolgreich im neu geschaffenen FIS-Ladies-Cup gesprungen. Am Ende belegte sie Platz sieben in der Gesamtwertung.
Da Haralambie mit ihren erst 14 Jahren nicht für den neu eingerichteten Skisprung-Weltcup der Damen startberechtigt war, sprang sie auch weiterhin im unterklassigen Continental Cup. In Zakopane konnte sie dabei in beiden Springen im Januar 2012 Punkte gewinnen. Bei den Nordischen Junioren-Skiweltmeisterschaften 2012 im türkischen Erzurum wurde sie 27. von der Normalschanze. Kurze Zeit später gewann sie ihren zweiten nationalen Titel.
Nachdem sie am 14. August 2012 ihren 15. Geburtstag feierte, gab Haralambie am 17. August 2012 ihr Debüt im Skisprung-Grand-Prix in Hinterzarten, wo sie am Ende den 48. Platz erzielte. Auch im Sommer-Continental-Cup im norwegischen Lillehammer gewann sie in beiden Springen Punkte. Keine zwei Wochen später gelang ihr dies auch im Grand Prix. Im kasachischen Almaty erreichte Haralambie überraschend die Plätze 17 und 15.
Im November 2012 erhielt sie als erste Rumänin überhaupt die Startberechtigung für den Skisprung-Weltcup, kam aber in ihrem ersten Springen in Lillehammer nicht über einen 49. Platz hinaus. Auch in den folgenden Wettbewerben gelang ihr kein Punktgewinn. Nach einer kurzen Zwischenstation im FIS Cup in ihrer Heimat Râșnov, wo sie neben einem fünften Platz auch einmal als Zweite das Podest erreichte, startete sie bei den Nordischen Junioren-Skiweltmeisterschaften 2013 im tschechischen Liberec. Dort gelang ihr eine erneute Leistungssteigerung zum Vorjahr und sie erreichte Platz 22. Beim Europäischen Olympischen Jugendfestival 2013 in Brașov landete sie am Ende auf dem achten Platz, bevor sie drei Tage später bei den Nordischen Skiweltmeisterschaften 2013 im Val di Fiemme den 43. Platz von der Normalschanze ersprang.
Nach weiteren Starts im Weltcup gelang ihr am 22. Dezember 2013 in Hinterzarten erstmals der Sprung in den zweiten Durchgang. Dort sicherte sich Haralambie mit Rang 26 ihre ersten Weltcuppunkte. Bei den Nordischen Junioren-Skiweltmeisterschaften 2014 in Val di Fiemme belegte sie den 20. Platz im Einzel. In der Saison 2014/15 erzielte sie im August 2014 ihre ersten Podestplätze im Alpencup. Sie wurde in Pöhla und in Bischofsgrün jeweils einmal Zweite. Außerdem erreichte sie weitere Podiumsplatzierungen im FIS Cup. Im September 2014 wurde sie in Râșnov zunächst Zweite und am Folgetag gelang ihr der erste Sieg in dieser Wettkampfserie. Im Februar 2015 belegte sie den dritten Platz in Hinterzarten. Bei den Nordischen Junioren-Skiweltmeisterschaften 2015 in Almaty belegte sie den 13. Platz im Einzel.
In der Saison 2015/16 feierte Haralambie weitere Siege im FIS Cup. Sie siegte einmal im August 2015 in Szczyrk sowie bei beiden Springen im rumänischen Râșnov im September 2015. Auch im Weltcup gelang ihr in dieser Saison eine Leistungssteigerung. Sie erreichte bei all ihren Starts die Punkteränge und verbesserte ihre beste Einzel-Platzierung auf Platz 20, den sie am 4. Februar in Oslo ersprang. Im Februar 2016 nahm sie an den Junioren-Skiweltmeisterschaften in Râșnov teil. Mit Platz vier im Einzel hinter der Russin Sofja Tichonowa verpasste sie um nur 0,6 Punkte die Bronzemedaille. Mit der rumänischen Mannschaft wurde sie Siebte im Mixed-Teamwettbewerb.
Auch in der Saison 2016/17 war sie erfolgreich im FIS Cup. Sie erreichte insgesamt fünf Podestplatzierungen, darunter drei Siege. Außerdem entschied sie die Gesamtwertung für sich. Am 11. Dezember 2016 erreichte sie mit Rang 18 in Nischni Tagil ihre bis dato beste Einzel-Platzierung im Weltcup. Bei den Nordischen Junioren-Skiweltmeisterschaften 2017 in Park City belegte sie den elften Platz im Einzel sowie den zehnten Rang im Mixed-Teamwettbewerb. Bei den Skiweltmeisterschaften 2017 in Lahti landete sie auf dem 29. Platz im Einzel und den 13. Platz im Mixed-Teamwettbewerb.
Am 21. Januar 2018 verbesserte Haralambie in Zaō ihre beste Weltcup-Einzelplatzierung auf Rang elf. Im Februar 2018 nahm sie an den Olympischen Winterspielen in Pyeongchang teil. Im Einzelwettbewerb auf der Normalschanze erreichte sie den 25. Platz. Im Gesamtweltcup der Saison 2017/18 landete sie auf Rang 30 und erzielte somit ihr bis dahin bestes Ergebnis. Bei den Weltmeisterschaften 2019 in Seefeld in Tirol wurde sie 13. von der Normalschanze. Mit dem Mixed-Team der Rumänen wurde sie Zwölfte. 
Bei den Weltmeisterschaften 2021 in Oberstdorf wurde sie 26. von der Normalschanze und 31. von der Großschanze. Mit dem Mixed-Team wurde sie Elfte und mit der rumänischen Frauenmannschaft Zwölfte. Bei den Olympischen Winterspielen 2022 in Peking wurde sie im Einzelwettbewerb von der Normalschanze wie vier Jahre zuvor erneut 25.

## Statistik

### Weltcup-Platzierungen
| Saison  | Platz | Punkte |
| ------- | ----- | ------ |
| 2013/14 | 50.   | 015    |
| 2015/16 | 31.   | 056    |
| 2016/17 | 37.   | 057    |
| 2017/18 | 30.   | 081    |
| 2018/19 | 31.   | 093    |
| 2019/20 | 30.   | 058    |
| 2020/21 | 41.   | 016    |
| 2021/22 | 38.   | 053    |
| 2022/23 | 30.   | 135    |
| 2023/24 | 40.   | 027    |
| 2024/25 | 56.   | 008    |

### Grand-Prix-Platzierungen
| Saison | Platz | Punkte |
| ------ | ----- | ------ |
| 2012   | 24.   | 030    |
| 2014   | 21.   | 020    |
| 2015   | 25.   | 034    |
| 2016   | 32.   | 012    |
| 2017   | 18.   | 066    |
| 2018   | 23.   | 048    |
| 2019   | 14.   | 051    |
| 2020   | 16.   | 015    |
| 2021   | 49.   | 008    |
| 2022   | 19.   | 063    |
| 2023   | 16.   | 106    |
| 2024   | 33.   | 030    |

### Intercontinental-Cup-Platzierungen
| Saison  | Platz | Punkte |
| ------- | ----- | ------ |
| 2024/25 | 70.   | 065    |

### Continental-Cup-Platzierungen
| Saison  | Platz | Punkte |
| ------- | ----- | ------ |
| 2010/11 | 87.   | 001    |
| 2011/12 | 52.   | 021    |
| 2015/16 | 10.   | 134    |
| 2016/17 | 27.   | 045    |

### FIS-Cup-Platzierungen
| Saison  | Platz | Punkte |
| ------- | ----- | ------ |
| 2012/13 | 02.   | 165    |
| 2013/14 | 08.   | 152    |
| 2014/15 | 02.   | 391    |
| 2015/16 | 02.   | 330    |
| 2016/17 | 01.   | 485    |
| 2017/18 | 03.   | 382    |
| 2018/19 | 01.   | 486    |
| 2019/20 | 04.   | 346    |